# Stratford-on-Avon (dystrykt)
Stratford-on-Avon – dystrykt w hrabstwie Warwickshire w Anglii. W 2011 roku dystrykt liczył 120 485 mieszkańców.

## Miasta
- Alcester
- Henley-in-Arden
- Shipston-on-Stour
- Southam
- Stratford-upon-Avon

## Inne miejscowości
Abbot's Salford, Admington, Alderminster, Arlescote, Armscote, Arrow with Weethley, Arrow, Ashorne, Aston Cantlow, Atherstone on Stour, Avon Dassett, Barcheston, Barton-on-the-Heath, Bearley, Beaudesert, Bidford-on-Avon, Billesley, Binton, Bishop’s Itchington, Brailes, Burmington, Butlers Marston, Cherington, Chesterton, Claverdon, Clifford Chambers, Combrook, Coughton, Darlingscott, Earlswood, Ettington, Exhall, Fenny Compton, Gaydon, Gorcott Hill, Great Alne, Hampton Lucy, Harbury, Haselor, Ilmington, Kineton, Kinwarton, Ladbroke, Lighthorne Heath, Long Compton, Long Itchington, Long Marston, Lower Shuckburgh, Lowsonford, Loxley, Luddington, Moreton Morrell, Morton Bagot, Napton on the Hill, Newbold-on-Stour, Oldberrow, Oxhill, Pathlow, Pillerton Hersey, Preston on Stour, Priors Hardwick, Quinton, Ratley, Salford Priors, Sambourne, Shottery, Shotteswell, Snitterfield, Spernall, Stockton, Stretton-on-Fosse, Studley, Tanworth-in-Arden, Temple Grafton, Temple Herdewyke, Tiddington, Tredington, Ullenhall, Upton, Walton, Warmington, Welford-on-Avon, Wellesbourne, Weston-on-Avon, Whatcote, Whichford, Whitchurch, Wilmcote, Wolverton, Wood End, Wootton Wawen.